# Секретный дополнительный протокол к Договору о ненападении между Германией и СССР

Слева: раздел сфер интересов в Восточной Европе по Секретному доп. протоколу. Справа: фактические изменения территорий к 1941 году.
Оранжевым цветом изображены территории, отходящие и отошедшие к СССР, голубым — территории, отошедшие к Германскому рейху, фиолетовым — территории, оккупированные Германией (Варшавское генерал-губернаторство, Норвегия и протекторат Богемия и Моравия)

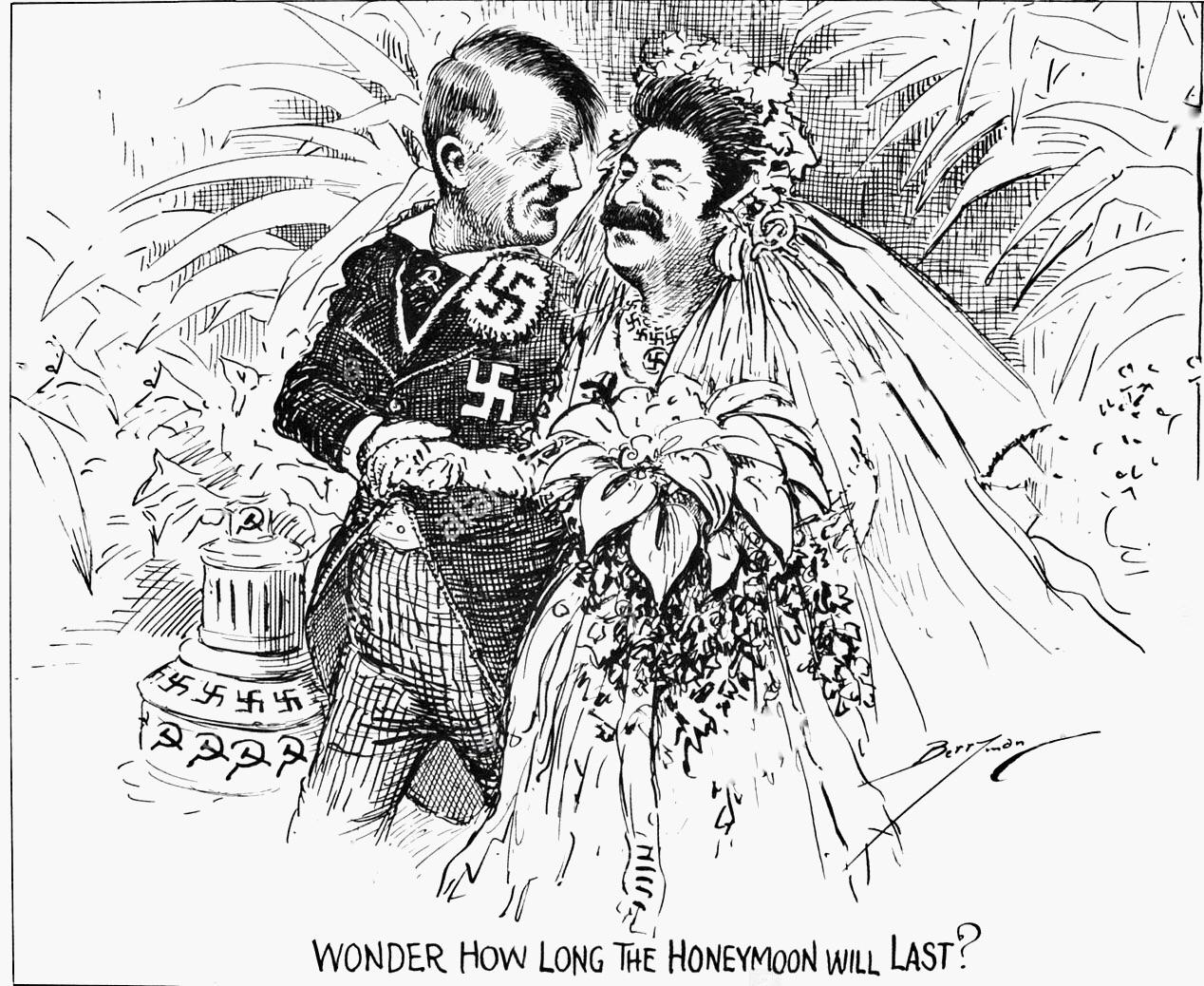
«Интересно, сколько продлится медовый месяц?». Клиффорд Берримен. («The Washington Star», октябрь 1939)

Секретный дополнительный протокол к Договору о ненападении между Германией и СССР от 23 августа 1939 года определял «границы сфер интересов» сторон (Советского Союза и Германского рейха) в случае территориально-политического переустройства областей, входящих тогда в состав Прибалтийских государств (Финляндия, Эстония, Латвия, Литва), а также в отношении Польского Государства и Бессарабии (тогда часть Королевства Румыния). 
Целью Договора между СССР и Германией, по утверждениям советского руководства, было обеспечить влияние Советского Союза в Восточной Европе, а без секретного протокола он не имел смысла. Хотя протокол не являлся юридическим основанием для перекройки восточноевропейских границ, он предрешил судьбу третьих стран и свидетельствует о сотрудничестве СССР с нацистской Германией в переделе Восточной Европы.

## Предыстория
Изучение советских дипломатических документов показывает правоту тех авторов, которые считают, что секретный протокол был инициативой СССР и уступкой со стороны Германии.
Идею подписания секретного протокола о разделе сфер интересов в Восточной Европе Сталин высказал в начале переговоров с Риббентропом 23 августа 1939 года. По воспоминаниям Владимира Павлова, который был на той встрече переводчиком, Риббентроп привёз только текст основного договора, но Сталин, понимая, что Гитлер в сложившейся ситуации будет согласен на любые уступки, вдруг заявил: «К этому договору необходимы дополнительные соглашения, о которых мы ничего нигде публиковать не будем». Тут же, в кабинете Молотова, где проходили переговоры, был составлен, отредактирован, напечатан и подписан текст протокола. Сталин несколько раз подчеркнул, что это сугубо секретное соглашение никем и никогда не должно быть разглашено. Эти слова Павлова подтверждаются и Риббентропом, который на Нюрнбергском процессе заявил, что Сталин обсуждал «не возможность мирного урегулирования германо-польского конфликта в духе пакта Бриана — Келлога, а дал понять, что если он не получит половину Польши и Прибалтийские страны ещё без Литвы с портом Либава, то я могу тотчас вылететь обратно».
В конце 1940 года Сталин одобрил обсуждение вопроса о возможности присоединения СССР к тройственному пакту Японии, Германии и Италии, предполагавшему передел мира в интересах подписавших его стран. Но в итоге СССР отказался присоединиться к пакту.

## Положения протокола
Согласно протоколу, северная граница Литвы становилась границей сфер интересов Германии и СССР в Прибалтике. При этом Литва получала Вильнюс (на тот момент польский), а граница интересов в Польше проходила по рекам Нареву, Висле и Сану.
Вопрос о независимости Польши, согласно протоколу, мог «быть окончательно выяснен» позже, по согласию сторон.
СССР подчёркивал также интерес к Бессарабии, а Германия — незаинтересованность в ней.

## История опубликования

### Первые сведения о факте существования
Сам пакт был опубликован немедленно после подписания, информация же о дополнительном протоколе держалась под грифом секретности. Тем не менее она просочилась в дипломатические круги практически сразу. Утром 24 августа немецкий дипломат Ганс фон Херварт сообщил своему американскому коллеге Чарльзу Болену полное содержание секретного протокола.
Условия советско-германских соглашений содержит и так называемая «речь Сталина на заседании Политбюро 19 августа 1939 года», текст которой был опубликован французским информационным агентством «Гавас» в ноябре того же года. Некоторые исследователи считают речь подлинной, другие отрицают её подлинность. Однако вплоть до окончания Второй мировой войны эти сведения оставались на уровне слухов, хотя и нашедших видимое подтверждение дальнейшим развитием событий.
22 июня 1941 года в обращении к немецкому народу в связи с началом вторжения в СССР Гитлер упомянул, что произошло во время подписания пакта Молотова — Риббентропа:

Наряду с торжественными заверениями Германии в Москве относительно упомянутых областей и стран — за исключением Литвы — как лежащих за пределами германских политических интересов, было достигнуто особое соглашение на случай, если Англии действительно удастся втравить Польшу в войну против Германии. Но также и здесь имело место ограничение германских требований, которое было не пропорционально достижениям германского оружия.

Результаты этого договора, желаемого мной и заключенного в интересах германского народа, были особенно тяжелы для немцев, живущих в затронутых им странах.— Воззвание фюрера к немецкому народу 22 июня 1941 г. - СССР в зеркале нацистской пропаганды. Дата обращения: 19 апреля 2023. Архивировано 19 апреля 2023 года.
30 июля 1941 года между СССР и польским правительством в изгнании было подписано Соглашение Сикорского — Майского в котором постановлено, что:

Правительство СССР признает советско-германские договоры 1939 года касательно территориальных перемен в Польше утратившими силу. Польское правительство заявляет, что Польша не связана никаким соглашением с какой-либо третьей стороной, направленным против Советского Союза.

### На Западе
Немецкий оригинал текста дополнительного протокола был уничтожен во время бомбардировки Берлина в марте 1944 года, но его копия на микрофильме сохранилась в документальном архиве МИД Германии. Карл фон Лёш, служащий МИДа, передал эту копию британскому подполковнику Р. С. Томсону в мае 1945 года.
Публично речь о секретных протоколах впервые была поднята на Нюрнбергском процессе: обвиняемые построили на этом факте линию защиты. Об этом договоре говорил Риббентроп, а защитник Гесса Зайдль получил машинописную копию протокола и попытался огласить её, но ему было отказано под предлогом, что он отказался сообщить суду источник получения документа (позднее в своих воспоминаниях он упомянул, что получил документы от американской разведки). Спустя несколько месяцев Зайдль опубликовал документ в американской провинциальной газете «St. Louis Post-Dispatch», но эта публикация осталась практически незамеченной.
Широкую известность документ приобрёл в 1948 году, когда был опубликован в сборнике Госдепартамента США «Нацистско-советские отношения. 1939—1941 гг.».
Кроме того, сборник содержал немецкую и немецко-советскую дипломатическую переписку, в которой имелись прямые ссылки на секретные договорённости. Этот факт послужил для ряда исследователей основанием для проведения аналогий между политикой СССР и политикой нацистского Третьего рейха и для обвинения Советского Союза в соучастии в развязывании Второй мировой войны.
В связи с этим, вопрос о секретных протоколах (к Договору о ненападении и Договору о дружбе и границе) приобрёл важное политическое значение.

### В СССР
В СССР существование секретных протоколов категорически отрицалось. По словам руководителя аппарата президента СССР Валерия Болдина, они хранились в личном сейфе Сталина, а в дальнейшем — в архиве ЦК КПСС.
В 1948 году в ответ на публикацию сборника Госдепартамента США «Nazi-Soviet relations», Совинформбюро опубликовало книгу «Фальсификаторы истории», в которой выдвигались встречные обвинения странам Запада и содержались утверждения о финансировании Германии английскими и американскими финансовыми кругами в 1930-е годы. В отличие от издания Госдепартамента США, представлявшего собой сборник архивных документов, советское издание представляло собой авторский текст; в нём не было приведено ни одного документа полностью и несколько — в незначительных выдержках. Существование секретного протокола отрицалось Молотовым до самой смерти, о чём он неоднократно говорил в беседах с писателем Чуевым. Между тем, Н. С. Хрущёв в своих мемуарах, надиктованных во второй половине 1960-х годов и опубликованных на Западе в начале 1970-х годов признавал наличие секретных положений в договоре с Германией:

Что касается договора с Германией, то он был у нас опубликован не полностью. Была опубликована лишь та часть, в которой говорилось, что мы договорились о ненападении. Но, помимо этого, имелись пункты, которые касались польской территории и наших новых западных границ. Польша утрачивала независимость, что не было оговорено в тексте, однако вытекало из его духа: она превращалась в немецкий протекторат. Следовательно, наша граница получалась уже не с Польшей, а с Германией. Я лично всего текста договора не видел, но знаю об этом из информации от Сталина после подписания договора. Из договора вытекало также наше отношение к Литве, Латвии, Эстонии, Финляндии и Бессарабии. Судьба их территорий тоже была оговорена, причем эта часть тоже не была опубликована.
Вопрос о Пакте Молотова — Риббентропа и, особенно, о секретном приложении к нему был поднят в СССР во время перестройки, прежде всего — из-за давления со стороны Польши. Для изучения вопроса была создана особая комиссия во главе с секретарём ЦК КПСС Александром Яковлевым. 24 декабря 1989 года Съезд народных депутатов СССР, заслушав доложенные Яковлевым выводы комиссии, принял резолюцию, в которой осудил протокол (отметив отсутствие подлинников, но признав его подлинность, основываясь на графологической, фототехнической и лексической экспертизе копий, и соответствия их содержания последующим событиям). Тогда же впервые в СССР был опубликован текст секретных протоколов (по немецкому микрофильму — «Вопросы истории», № 6, 1989).
Советский оригинал протокола хранился в Общем отделе ЦК КПСС (ныне Архив Президента РФ), Особая папка, пакет № 34. По словам историка Льва Безыменского, содержимое этого пакета скрывалось Михаилом Горбачёвым, знавшим о его существовании ещё с 1987 года, причём Горбачёв, по словам его управделами Болдина, намекал ему на желательность уничтожения этого документа.

### В Российской Федерации
После рассекречивания архива пакет № 34 был обнаружен в октябре 1992 года бывшим заместителем начальника Главного политического управления генерал-полковником Дмитрием Волкогоновым, после чего протокол вместе с остальными документами пакета был представлен общественности на пресс-конференции и опубликован в газетах. Научная публикация состоялась в журнале «Новая и новейшая история», № 1 за 1993 год.
В июне 2019 года фонд «Историческая память» впервые опубликовал советский оригинал Договора о ненападении между СССР и Германией от 1939 года, известного как пакт Молотова — Риббентропа; также был опубликован секретный дополнительный протокол к договору.

## Юридическая характеристика
Невозможно оценивать «Секретный дополнительный протокол» вне контекста «Договора о ненападении между Германией и Советским Союзом». Хотя протокол не являлся юридическим основанием для перекройки восточноевропейских границ, он предрешил судьбу третьих стран и свидетельствует о сотрудничестве с Германией в переделе Восточной Европы. Тем более что, как отмечает С. З. Случ, для Сталина граница «сферы интересов» означала будущую границу СССР. Как полагает В. Я. Сиполс, пакт отразил взаимные интересы Германии и СССР. Первая была заинтересована в оккупации Польши до «линии 4 рек», а второй — в остановке вермахта как можно дальше от существующих границ и в присоединении Западной Украины и Западной Белоруссии.
Оценки юридической стороны договора (без протокола) противоречивы. Согласно мнениям одних историков, Договор о ненападении сам по себе (без протокола) не содержит ничего необычного и представляет собой типичный договор о ненападении, примеры которых часты в тогдашней европейской истории (см., например, аналогичный пакт между Германией и Польшей). То есть пакт без дополнительного протокола был направлен на предотвращение войны и сдерживание агрессии от третьих сторон.
А. А. Пронин придерживается другого мнения, указывая на то, что в договоре отсутствовал пункт, отменяющий его действие в случае, если одна из сторон совершит агрессию (такой пункт присутствовал в большинстве договоров о ненападении, заключённых СССР). Таким образом, пакт и без дополнительного протокола не сдерживал агрессию, но был направлен против третьих стран со стороны государств, его подписавших, — СССР и Германии. Однако А. А. Пронин также указывает, что договор тесно связан с секретным протоколом и не может оцениваться отдельно от него. Дополнительный протокол оценивается А. А. Прониным как юридически неправомерный, поскольку касался третьих стран.
Верховный Совет и Рейхстаг не были ознакомлены с текстом «Секретного дополнительного протокола», он не был ратифицирован парламентами подписавших сторон и де-юре являлся, таким образом, лишь личным соглашением Сталина и Гитлера (что никак не меняло его значения де-факто, так как и тот, и другой обладали неограниченной тоталитарной властью и олицетворяли собой свои государства; в отношении Гитлера это декларировалось и законами 1933—1934 гг.). В Постановлении Съезда народных депутатов СССР от 24 декабря 1989 года № 979-1 «О политической и правовой оценке советско-германского договора о ненападении от 1939 года» указано:

6. Съезд констатирует, что переговоры с Германией по секретным протоколам велись Сталиным и Молотовым втайне от советского народа, ЦК ВКП(б) и всей партии, Верховного Совета и Правительства СССР, эти протоколы были изъяты из процедур ратификации. Таким образом, решение об их подписании было по существу и по форме актом личной власти и никак не отражало волю советского народа, который не несёт ответственности за этот сговор.

7. Съезд народных депутатов СССР осуждает факт подписания «секретного дополнительного протокола» от 23 августа 1939 года и других секретных договорённостей с Германией. Съезд признаёт секретные протоколы юридически несостоятельными и недействительными с момента их подписания.

Протоколы не создавали новой правовой базы для взаимоотношений Советского Союза с третьими странами, но были использованы Сталиным и его окружением для предъявления ультиматумов и силового давления на другие государства в нарушение взятых перед ними правовых обязательств.